# Micreuchilia
Micreuchilia är ett släkte av skalbaggar. Micreuchilia ingår i familjen Cetoniidae.
Kladogram enligt Catalogue of Life:
| Micreuchilia | \| \| Micreuchilia peyrierasi \| \| \| \| \| \| Micreuchilia versicolor \| \| \| \| |
|              | \| \| Micreuchilia peyrierasi \| \| \| \| \| \| Micreuchilia versicolor \| \| \| \| |
|              | Micreuchilia peyrierasi                                                             |
|              |                                                                                     |
|              | Micreuchilia versicolor                                                             |
|              |                                                                                     |